# Norberto Castañón
Norberto Daniel Castañón (Pergamino, 24 de abril de 1938-26 de mayo de 1989) fue un destacado piloto argentino de automóviles de carrera en los años 60 y 70. Fue campeón argentino de Turismo Anexo J en 1968 y 1969, con Peugeot 404 siendo integrante del equipo de la concesionaria de Guillermo Billy, con los motores preparados por Roberto "El Canario" Diaz. Como piloto particular muchas veces les ganó a los equipos oficiales (Fiat y Peugeot) que competían por entonces. Se recuerda la "Vuelta de la Manzana" de 1968, cuando le ganó al futuro piloto de Fórmula 1, Carlos Reutemann, del equipo oficial Fiat.

## Carrera deportiva
Comenzó su carrera deportiva en 1961, a bordo de un Autoar-NSU Prinz, luego siguió con Peugeot 403, Peugeot 404 y Peugeot 504. Pese a los éxitos, Castañón calificaba al automovilismo deportivo "como un hobby". Su fuerte eran las carreras ruteras (antecesoras en Argentina del rally), donde generalmente corría navegado por su preparador, Roberto Díaz, o por su fiel amigo Arnaldo "Coco" Rey, pero nunca desentonó en las carreras de autódromos. 
En 1971 preparó un Peugeot 504 para competir en Turismo Carretera contra los "monstruos grandes" (Chevrolet 400 y Chevrolet Chevy, Chrysler Valiant, Dodge Polara, Ford Falcon y Renault Torino), siendo uno de los pioneros en autos tipo TC con motor chico, lo que daría origen, años más tarde, al TC 2000. Ese auto fue el que usó luego Cocho López para ganar el torneo presentación de TC2000 en 1979. 
A mediados de los 70 se retiró de la actividad, dedicándose a la atención de su concesionaria de automóviles Peugeot en Lanús (Provincia de Buenos Aires).
A finales de los 80 sus hijos decidieron intervenir en competencias de tipo Rally, con un Fiat Spazio, y Norberto Castañón los apoyaba en la logística en ruta. 
El 21 de mayo de 1989 fue víctima del despiste de un auto por la mala ubicación de la mesa de control de final de prime, absoluta responsabilidad de la organización de la carrera. Producto de las heridas sufridas falleció el 26 de mayo de 1989.
- Datos: Q6044781